# Aeroportul Municipal Trenton
Aeroportul Municipal Trenton (IATA: TRX, ICAO: KTRX, FAA LID: TRX) este un aeroport din Missouri, Statele Unite ale Americii ce deservește zona Trenton⁠(d). Aeroportul a fost tranzitat în 2019 de 2 pasageri. A fost numit după zona deservită.
Situat la o altitudine de 231 m, aeroportul dispune de 1 pistă.

## Infrastructură

### Piste
Aeroportul dispune de o singură pistă. Pista 18/36 are suprafața de asfalt și dimensiunile 4.307 picioare × 75 picioare. 